# Битва під Хотином (1673)
Битва під Хотином (11 листопада 1673) — одна з головних баталій польсько-турецької війни 1672—1676. Об'єднане коронне і литовське військо під командуванням коронного великого гетьмана Яна Собеського розтрощило дощенту османську армію на чолі з Хусейном-пашею (близько 35 тисяч чоловік), що укріпилася в колишньому таборі Речі Посполитої часів першої Хотинської битви в 1621 році.

## Перед битвою

Польсько-турецька війна, дії 1672 та 1673 років

Султану не вдалось зібрати військо до осені 1673 року. Через неможливість завершити похід до початку холодів зібрані війська отримали наказ перезимувати у таборах. Військо паші Сілістрії мало перебути зиму у таборі біля Хотинської фортеці. Армія Речі Посполитої, що нараховувала близько 30 тисяч солдатів під командуванням коронного великого гетьмана Яна Собеського, форсувала Дністер і підійшла швидким маршем під Хотинську фортецю на початку листопада 1673 року. Фортеця була добре пристосована до оборони: розташована у вигині Дністра, із середньовічними мурами посиленими земляними шанцями, побудований на місці колишнього табору Речі Посполитої часів Хотинської війни за півстоліття до цієї облоги. Перші атаки на османські позиції відбулися 10 листопада, але вони були лише розвідкою боєм розташування супротивника. Головна битва відбулася наступного дня, коли Собеський вдарив на османів, змучених негодою та безсонням.

## Битва

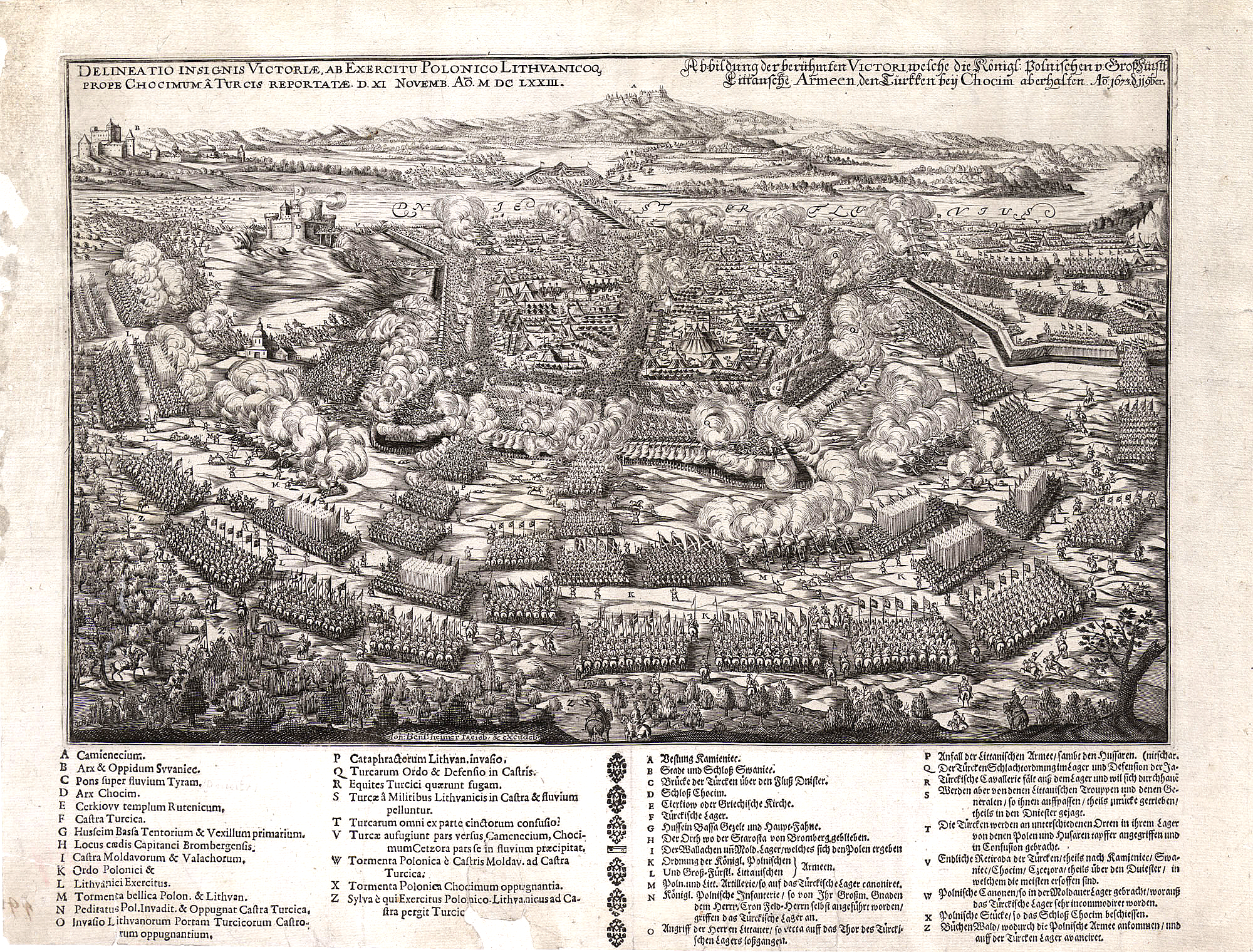
Битва під Хотином 1673 року

Після того, як військо Собеського тривожило обложених нічною симуляцією атак, на світанку 11 листопада Собеський особисто повів військо в атаку у сніговій заметілі. Після залпу гармат Речі Посполитої піхота та спішені драгуни вдарили на вали османського табору, збивши ворога з позицій та утворивши в шанцях проходи для атаки кінноти. У проломи на валах і шанцях ринула гусарія гетьмана Станіслава Яблоновського. Османи відповіли контратакою кінних сипахів, але не змогли вистояти удару важкоозброєної гусарії, і скоро битва розгорілася по всьому османському табору та у фортеці. У зв'язку з панікою, яка охопила османське військо, Хусейн-паша наказав відступати на іншій бік Дністра. Але єдиний міст у Хотині був пошкоджений вогнем артилерії Речі Посполитої і завалився під вагою втікачів. Лише кільком тисячам османів з усього 35-тисячного війська вдалося втекти до зайнятого османами Кам'янця. 

Мапа битви

Решта османської армії була вибита або потрапила у полон. Втрати військ Речі Посполитої були значно менші, при тому що в результаті було здобуто сильно укріплену фортецю (Хотинський замок здався 13 листопада) із великими запасами продовольства і військового реманенту.

## Наслідки
Хотинська битва закінчилася повною перемогою війська Речі Посполитої, але це не призвело до перемоги у війні, і не призвело до оволодіння Кам'янцем. Але перемога підняла престиж Речі Посполитої в Європі, престиж гетьмана Яна Собеського, який отримав прізвисько «Хотинський лев», і допомогло йому у обранні на трон Речі Посполитої, адже на день битви у Львові помер король Михайло Корибут-Вишневецький.